# Leruaite
Leruaite é um programa de televisão brasileiro em formato de talk show apresentado pelo cantor e humorista Falcão. Estreou no dia 29 de fevereiro de 2012 na TV Ceará (afiliada à TV Brasil), mas após a contratação do cantor pela TV Diário, passou a ser exibido na emissora a partir do dia 18 de agosto de 2015.
Após um período de pausa, voltou a ser exibido na TV Ceará no dia 19 de junho de 2018, às 22h15.